# 11855 Преллер
11855 Преллер (11855 Preller) — астероїд головного поясу, відкритий 8 вересня 1988 року.
Тіссеранів параметр щодо Юпітера — 3,510.